# Grand désert de Victoria
Localisation
Le Grand désert Victoria ou Grand désert de Victoria (en anglais : The Great Victoria Desert) est une écorégion désertique du sud de l'Australie, à cheval sur l'Australie-Occidentale et l'Australie-Méridionale. Elle fait partie de l'écozone australasienne et du biome des déserts et terres arbustives xériques. On y trouve des dunes de sable, des zones d'herbes sèches et des lacs de sel. Il s'étale, d'est en ouest, sur 700 km de large et couvre une superficie de 424 400 km2.
Les moyennes de précipitations annuelles se situent autour de 200 à 250 mm par an et les orages n'y sont pas rares (15 à 20 par an). Les températures oscillent entre 32 et 40 °C en été et 18 et 23 °C en hiver.
Le Grand désert de Victoria fut traversé pour la première fois en 1875, par l'explorateur britannique Ernest Giles qui lui donna le nom de la reine d'Angleterre de l'époque, Victoria du Royaume-Uni.
Il touche l'écorégion de la Fruticées de mulgas d'Australie-Occidentale à l'ouest, le Petit Désert de Sable au nord-ouest, le désert de Gibson et les broussailles xérophiles de la Chaîne centrale au nord, le désert de Tirari et le Sturt Stony Desert à l'est, enfin la plaine de Nullarbor au sud.
Du fait de la sécheresse, il n'y a pas d'exploitation agricole dans la région qui est protégée mais on y trouve de nombreux aborigènes notamment les ethnies Kogara et Mirning (en).